# 奧勒立亞 (喬治亞州)
奧勒立亞（英語：Auraria）是位於美國喬治亞州蘭普金縣的一個鬼鎮。由於此地已於1833年被荒廢，本地已無人居住。

## 地理
奧勒立亞的座標為34°28′30″N 84°01′24″W / 34.47500°N 84.02333°W，而該地的平均海拔高度為427米（即1401英尺）。